# Billy Allen
William Allen (22 tháng 10 năm 1917 – 1981) là một cầu thủ bóng đá người Anh.
Allen gia nhập York City từ Chesterfield năm 1950. Sau đó ông chuyển đến Scunthorpe United năm 1950, nơi anh giải nghệ vào năm 1952.